# Manel Edo i Prujà
Manel Edo i Prujà (Barcelona, 14 de març de 1949) és un antic jugador d'hoquei sobre patins català de les dècades de 1970 i 1980.

## Trajectòria
Va jugar als Maristes, passant a continuació als equips infantil i juvenil del FC Barcelona, al Sant Joan i al júnior del CP Voltregà. Ja com a sènior jugà al CP Magnetos, CE Vendrell i RCD Espanyol, on fou campió de Catalunya.
El 1971 fitxà pel CD Sant Andreu, que jugava a Segona Divisió, i la temporada següent ingressà al CP Vilanova, on jugà cinc temporades. El 1977 fou fitxat pel Reus Deportiu, passant més tard per l'ACD Sentmenat, Mollet HC, i novament CP Vilanova.
Amb la selecció d'Espanya jugà entre 1967 i 1978, guanyant tres campionats del món i un d'Europa com a principals títols. Fou 105 cops internacional.
És germà del jugador Joan Edo i Prujà i pare del també jugador Josep Manel Edo i Bellido.

## Palmarès
RCD Espanyol
- Campionat de Catalunya:
  - 1969

CP Vilanova
- Copa d'Espanya:
  - 1976

Espanya
- Campionat d'Europa sots 20:
  - 1966, 1968
- Campionat del Món:
  - 1970, 1972, 1976
- Campionat d'Europa:
  - 1969
- Copa de les Nacions:
  - 1967, 1975